# Наташкуан (река)
Наташкуан (англ. Natashquan River) — река в провинциях Квебек и Ньюфаундленд и Лабрадор на северо-востоке Канады. Впадает в залив Святого Лаврентия.

## История
В 1534 году Жак Картье проплыл мимо этого района и назвал мыс Тьенно в честь капитана корабля, поселившегося в этом месте. Река была нанесена на карту в 1684 году Луи Жолье, который назвал её «Noutascoüan» (Нутаскоуан). Жак-Николя Беллен указал реку на своей карте 1744 года как «Grand R. Natachquoin» («Великая р. Наташкоэн»), в то время как карта Карвера 1776 года называет её «Great Natashkwen» («Великий Наташкуэн»).
В 1710 году на левом южном берегу реки, а затем на противоположном берегу у устья реки, где в настоящее время находится заповедник Наташкуан, был открыт торговый пост для торговли мехом с коренными народами инну. В середине XIX века пост приобрела Компания Гудзонова залива, но примерно в 1914 году он был заброшен из-за недостаточной прибыльности.
В 2013 году через Наташкуан был открыт мост автомагистрали Quebec Route 138.

## География

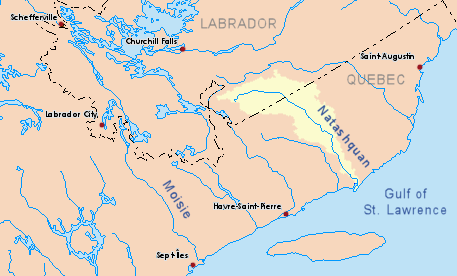
Бассейн реки

Наташкуан берёт начало к югу от границы между водоразделами Атлантического океана и залива Святого Лаврентия. Течёт на юго-восток до границы между Лабрадором и Квебеком, затем поворачивает на юг к заливу. Бассейн реки занимает 16 005 км² и расположен между бассейнами реки Агуаниш на западе и реки Кегаска на востоке. Около 39,8 % бассейна находится в Лабрадоре к северу от границы провинции.
Протяжённость реки — около 462 км, из которых около 169 км находится в Лабрадоре. Впадает в залив Святого Лаврентия в 370 км к востоку от Сет-Иль. Название имеет происхождение от названия реки на языке племён инну, которое означает «река, где охотятся на чёрного медведя».
Вместе с рекой Муази Наташкуан является одной из самых известных «лососевых» рек на северном берегу залива.

## Геология
Река полностью находится в геологическом регионе Гренвил Канадского щита, для которого характерно холмистое плато высотой от 140 до 620 м, состоящее из кислых магматических и метаморфических горных пород, таких как гнейс, мигматит и гранит, а также обломочных пород, таких как кварциты и сланцы в нижней части, с включениями магматических горных пород (диорит и габбро) в центральной части. Река в основном протекает по узким долинам, в неё впадает около 30 притоков, наиболее значимые из которых расположены в нижнем течении: Лежамтель, Мерсеро, Махкунипиу, Мистаниписипу, Восточный Наташкуан, Пехатнанискау, Доре, Западный Наташкуан и Акаку.
Последние 18 км реки образуют большой песчаный лиман, отделенный от залива мысом Наташкуан и мысом Тьеннот. В устье реки расположен остров Сент-Элен.
Климат бассейна субарктический континентальный с коротким вегетационным периодом. В верховьях реки — холодный субвлажный климат, в нижней части — влажный.